# Kabinet-Ohira I
Het kabinet–Ohira I (Japans: 第1次大平内閣) was de regering van het Keizerrijk Japan van 7 december 1978 tot 10 november 1979.

## Kabinet–Ohira I (1978–1979)
| Ambtsbekleder                                                | Ambtsbekleder       | Ambtsbekleder                            | Functie                                    | Ambtstermijn     | Ambtstermijn     | Partij |
| ------------------------------------------------------------ | ------------------- | ---------------------------------------- | ------------------------------------------ | ---------------- | ---------------- | ------ |
|                                                              | Masayoshi Ohira     | Masayoshi Ohira 大平正芳 (1910–1980)     | Premier                                    | 7 december 1978  | 12 juni 1980     | LDP    |
|                                                              | Heiji Ogawa         | Rokusuke Tanaka 田中六助 (1923–1985)     | Secretaris- generaal                       | 7 december 1978  | 10 november 1979 | LDP    |
|                                                              |                     | Naozo Shibuya 渋谷直蔵 (1916–1985)       | Minister van Binnenlandse Zaken            | 7 december 1978  | 10 november 1979 | LDP    |
| Voorzitter van de Commissie voor Openbare Orde en Veiligheid |                     | Naozo Shibuya 渋谷直蔵 (1916–1985)       |                                            | 7 december 1978  | 10 november 1979 | LDP    |
|                                                              | Sunao Sonoda        | Sunao Sonoda 園田直 (1913–1984)          | Minister van Buitenlandse Zaken            | 28 november 1977 | 10 november 1979 | LDP    |
|                                                              |                     | Ippei Kaneko 金子一平 (1913–1989)        | Minister van Financiën                     | 7 december 1978  | 10 november 1979 | LDP    |
|                                                              |                     | Kimi Furui 古井喜実 (1903–1995)          | Minister van Justitie                      | 7 december 1978  | 10 november 1979 | LDP    |
|                                                              | Masumi Ezaki        | Masumi Ezaki 江﨑真澄 (1915–1996)        | Minister van Economische Zaken             | 7 december 1978  | 10 november 1979 | LDP    |
|                                                              | Ryutaro Hashimoto   | Ryutaro Hashimoto 橋本龍太郎 (1937–2006) | Minister van Volksgezondheid en Welzijn    | 7 december 1978  | 10 november 1979 | LDP    |
|                                                              | Yuki Kurihara       | Yuki Kurihara 栗原祐幸 (1920–2010)       | Minister van Arbeid                        | 7 december 1978  | 10 november 1979 | LDP    |
|                                                              | Takazaburo Naito    | Takazaburo Naito 内藤誉三郎 (1912–1986)  | Minister van Onderwijs                     | 7 december 1978  | 10 november 1979 | LDP    |
|                                                              | Kinji Moriyama      | Kinji Moriyama 森山欽司 (1917–1987)      | Minister van Transport en Infrastructuur   | 7 december 1978  | 10 november 1979 | LDP    |
|                                                              |                     | Motozaburo Tokai 渡海元三郎 (1915–1985)  | Minister van Bouw en Constructie           | 7 december 1978  | 10 november 1979 | LDP    |
|                                                              | Michio Watanabe     | Michio Watanabe 渡辺美智雄 (1923–1995)   | Minister van Landbouw, Bosbouw en Visserij | 7 december 1978  | 10 november 1979 | LDP    |
|                                                              |                     | Nikichi Shirahama 白浜仁吉 (1908–1985)   | Minister van Communicatie en Post          | 7 december 1978  | 10 november 1979 | LDP    |
|                                                              | Mototoshi Yamashita | Mototoshi Yamashita 山下元利 (1921–1994) | Directeur- generaal van de JSDF            | 7 december 1978  | 10 november 1979 | LDP    |